# Lolland Søndre Provsti
Lolland Søndre Provsti var indtil 2007 et provsti i Lolland-Falsters Stift. Provstiet lå i Højreby Kommune og Rudbjerg Kommune.
Lolland Søndre Provsti bestod af flg. sogne:
- Arninge Sogn
- Avnede Sogn
- Dannemare Sogn
- Gloslunde Sogn
- Græshave Sogn
- Gurreby Sogn
- Halsted Sogn
- Kappel Sogn
- Landet Sogn
- Langø Kirkedistrikt
- Ryde Sogn
- Skovlænge Sogn
- Søllested Sogn
- Tillitse Sogn
- Vestenskov Sogn
- Vesterborg Sogn